# Jeanne Hersch
Pour les articles homonymes, voir Hersch.
Jeanne Hersch (née le 13 juillet 1910 à Genève et morte le 5 juin 2000 dans la même ville) est une philosophe suisse, reconnue internationalement, dont l'œuvre a pour centre la notion de liberté et les concepts qui s'y rattachent. Elle a été professeure de philosophie à l'université de Genève, directrice de la division philosophique de l'UNESCO, et représentante de la Suisse au conseil exécutif de cette même organisation.

## Biographie
Jeanne Hersch naît à Genève, en 1910. Ses parents sont tous deux des Juifs réfugiés. Son père, Liebmann Hersch, d'origine lituanienne, est professeur de démographie et de statistiques à l'université de Genève ; sa mère, Liba Lichtenbaum, originaire de Varsovie, est médecin de formation — mais elle n'exerce pas car son diplôme n'est pas reconnu en Suisse — et travaille à la Société des Nations, dans la section du désarmement. Les parents de Jeanne Hersch étaient des militants du Bund, mouvement socialiste juif et laïc, et son éducation reste imprégnée des notions de justice sociale, de démocratie et de liberté. Elle passera de nombreuses vacances d'été en Pologne, jusqu'à l'été 1939. Jeanne est l'aînée d'une fratrie de trois : sa sœur Irène (nom d'épouse Châtelain) a vécu à Genève, tandis que son frère Joseph Hersch (1925-2012) a exercé en tant que professeur de mathématiques à l'École polytechnique fédérale de Zurich. Elle a été la compagne d'André Oltramare, homme politique et professeur de latin à l'université de Genève.

### Formation
Après l'école secondaire, elle entre en 1928 à la faculté des lettres de l'université de Genève, où elle obtient sa licence en 1931, avec un travail sur la notion d'élan vital chez Henri Bergson. Pendant quelques années, elle voyage en Indochine, au Laos, mais aussi en Amérique du Sud pendant une année, plus particulièrement au Chili. Elle complète donc sa formation par plusieurs séjours à l'étranger entre 1930 et 1933, séjournant aussi à Paris à l’École pratique des hautes études et dans deux universités allemandes : d'abord, à l'université de Heidelberg, où elle étudie la philosophie avec Karl Jaspers, « son maître et ami pour toujours », dont elle traduira en français la plupart des livres, notamment La Culpabilité allemande, en 1948 ; ensuite, en 1933, à l'université de Fribourg-en-Brisgau, où elle est témoin de la mise en place du régime nazi, notamment du spectacle des « étudiants d’Heidegger », qui « font le salut nazi en chantant le Horst-Wessel-Lied ». Elle rentre précipitamment à Genève. Elle acquiert la nationalité suisse en 1931.

### Carrière
Elle occupe d'abord un poste de professeur de français, latin et philosophie à l'École internationale de Genève de 1933 à 1956, puis elle soutient une thèse intitulée L'Être et la forme et elle est nommée Privatdozent à l'université de Genève en 1947. Elle est titularisée comme professeure ordinaire en 1962, première femme professeure de philosophie dans cette université, et enseigne jusqu'à sa retraite académique en 1977. 
Elle commence très tôt son œuvre écrite, en publiant à 26 ans un ouvrage de philosophie, L'illusion philosophique, où elle raconte sa découverte de la philosophie à travers les thèses existentialistes de Karl Jaspers.
En 1960, elle est sollicitée par René Maheu pour créer et diriger une division de philosophie au sein de l'UNESCO puis, en 1966, elle devient la représentante de la Suisse au conseil exécutif de cette organisation.
En 1968, pour célébrer le 20e anniversaire de la Déclaration universelle des droits de l'Homme, elle entreprend l'ouvrage Le Droit d'être un homme, dans lequel elle réunit des milliers de textes de cultures et d'époques différentes, qui évoquent la dignité de la personne.
En 1970, elle reçoit le prix Ida Somazzi.

### Engagement politique
En 1939, elle adhère au parti socialiste genevois. En tant qu'intellectuelle, elle a souvent pris position sur les problèmes politiques de son temps et sur les droits des femmes, en s'engageant toujours pour la liberté de l'individu contre les pouvoirs qui le menacent, qu'il s'agisse de gouvernements ou d'idéologies. Elle a toujours affiché ses convictions personnelles, même quand celles-ci étaient opposées aux positions du parti socialiste, par exemple sur la politique de la drogue ou sur l'affaire Kopp. Dans un article, Jeanne Hersch, une démocrate, André Gavillet, ancien conseiller d'État vaudois, résume les différentes prises de positions de la philosophe. Elle a fait partie de la P-26.

### Décès
Elle meurt à Genève le 5 juin 2000 et est inhumée au cimetière des Rois où reposent les personnalités de la ville qui ont le plus contribué à son rayonnement.

## Œuvres
Jeanne Hersch est l'autrice d'une quinzaine d'ouvrages. Malgré sa retraite en 1977, elle a continué à écrire ; c'est même de cette période que datent certains de ces ouvrages les plus importants, notamment Éclairer l'Obscur. Ce titre résume sa démarche telle qu'elle l'a expliquée à la fin du long entretien accordé à la Télévision romande en 1972 : la clarté de la parole est le meilleur moyen de révéler la profondeur et la complexité d'un concept, comme une torche qui éclaire le fond d'un puits, dit-elle. En 1993 paraît L'Étonnement philosophique, dans lequel elle refait l'histoire de la philosophie à partir de l'étonnement, compris comme capacité fondamentale d'interroger et de mettre en doute les évidences.
- 1936 : L'Illusion philosophique, Plon, 1964 [1936].
- 1940 : Temps alternés, Metropolis, 1990,  (ISBN 2-88340-009-1).
- 1946 : L'être et la forme, La Baconnière, 1946.
- 1956 : Idéologies et réalité. Essai d'orientation politique, Plon, 1956
- 1956 : Traduction du polonais en français de Sur les bords de l'Issa, de Czesław Miłosz
- 1968 : Le droit d'être un homme, UNESCO, Payot, 1956.
- 1978 : Karl Jaspers, Éd. L'Âge d'Homme, poche, 2007 [1978],  (ISBN 2-8251-1727-7)
- 1981 : L'étonnement philosophique (De l'école Milet à Karl Jaspers, Poche, Gallimard, 1999 [1981],  (ISBN 2-07-032784-1))
- 1981 : L'ennemi c'est le nihilisme, Genève, Georg, 1981.
- 1985 : Textes, Fribourg, Le feu de nuict (sic), 1985
- 1986 : Éclairer l'obscur, Lausanne, l'Âge d'Homme, 1986
- 1986 : Traduction en français de Philosophie, de Karl Jaspers
- 1986 : Temps et musique, Fribourg, Le feu de nuict ( [sic]), 1986
- 1991 : La Suisse, État de droit : le retrait d'Elisabeth Kopp, (J. Hersch, Dir.) Lausanne, L'Âge d'Homme, 1991  (ISBN 2-8251-0186-9).
- 2008 : L'exigence absolue de la liberté : textes sur les droits humains (1973-1995), MētisPresses, coll. « Voltiges », 2008   (ISBN 2-940406-06-5).

### Vidéo
- Jeanne Hersch s'entretient sur Socrate, sur le site des archives de la Télévision suisse romande
- Droits de l'homme : une interview de Jeanne Hersch sur aidh.org (lire sur archive) [audio]
- Entretien tourné le 9 mars 1979 à Genève sur plansfixes.ch